# Roy Greenwood (cầu thủ bóng đá, sinh năm 1931)
Roy Greenwood (22 tháng 5 năm 1931 – 31 tháng 12 năm 2011) là một cầu thủ bóng đá người Anh từng thi đấu ở vị trí hậu vệ trái.

## Sự nghiệp
Sinh ra ở Croydon, Greenwood có 111 lần ra sân ở Football League cho Crystal Palace. He also played bóng đá non-league for Beckenham Town và Bedford Town.

## Cuộc sống sau đó và cái chết
Greenwood mất ở nhà dưỡng lão Caterham ngày 31 tháng 12 năm 2011, hưởng thọ 80 tuổi.